# Lachiš (mošav)
Lachiš (hebrejsky לָכִישׁ, v oficiálním přepisu do angličtiny Lakhish) je vesnice typu mošav v Izraeli, v Jižním distriktu, v Oblastní radě Lachiš.

## Geografie
Leží v nadmořské výšce 252 metrů v zalesněné části pahorkatiny Šefela, nedaleko západního okraje Judských hor. Severně od obce protéká vodní tok Nachal Lachiš, do kterého tu severně od obce ústí vádí Nachal Mar'eša. Jihozápadně od obce se nachází Národní park Me'arot Samach.
Obec se nachází 30 kilometrů od břehu Středozemního moře, cca 57 kilometrů jihojihovýchodně od centra Tel Avivu, cca 44 kilometrů jihozápadně od historického jádra Jeruzalému a 8 kilometrů jihovýchodně od města Kirjat Gat. Lachiš obývají Židé, přičemž osídlení v tomto regionu je etnicky převážně židovské.
Lachiš je na dopravní síť napojen pomocí lokální silnice číslo 3415, jež severně od vesnice ústí do dálnice číslo 35.

## Dějiny
Lachiš byl založen v roce 1955. Šlo o součást jednotně koncipované sídelní sítě budované v regionu Chevel Lachiš po vzniku státu Izrael. Zakladateli mošavu byli členové polovojenských osadnických oddílů Nachal, kteří se zde usadili nedaleko místa, kde do roku 1948 stávala vesnice al-Kubajba, která byla během války za nezávislost vysídlena. Do roku 1967 šlo o pohraniční osadu, jejímž úkolem bylo posílit židovské osídlení poblíž Zelené linie a zamezit arabské přeshraniční infiltraci z prostoru města Hebron. Místní ekonomika je založena na zemědělství (pěstování polních plodin, květin a révy, chov dobytka). V osadě funguje mateřská škola. Dále je tu k dispozici obchod se smíšeným zbožím, sportovní areály a společenské centrum.
Jméno mošavu navazuje na stejnojmenné starověké sídlo Lachiš, jehož zbytky se tu dochovaly v lokalitě Tel Lachiš.

## Demografie
Podle údajů z roku 2014 tvořili naprostou většinu obyvatel v Lachiš Židé (včetně statistické kategorie "ostatní", která zahrnuje nearabské obyvatele židovského původu ale bez formální příslušnosti k židovskému náboženství).
Jde o menší obec vesnického typu s dlouhodobě rostoucí populací. K 31. prosinci 2014 zde žilo 704 lidí. Během roku 2014 populace klesla o 1,1 %.
| Rok            | 1961 | 1972 | 1983 | 1995 | 2001 | 2003 | 2004 | 2005 | 2006 | 2007 | 2008 | 2009 | 2010 | 2011 | 2012 | 2013 | 2014 |
| -------------- | ---- | ---- | ---- | ---- | ---- | ---- | ---- | ---- | ---- | ---- | ---- | ---- | ---- | ---- | ---- | ---- | ---- |
| Počet obyvatel | 89   | 268  | 313  | 336  | 436  | 473  | 480  | 517  | 553  | 589  | 610  | 651  | 688  | 693  | 706  | 712  | 704  |